# Entomobrya unostrigata
Entomobrya unostrigata är en urinsektsart som beskrevs av Stach 1930. Entomobrya unostrigata ingår i släktet Entomobrya och familjen brokhoppstjärtar. Inga underarter finns listade i Catalogue of Life.